# Ивахненко, Александр Андреевич
Алекса́ндр Андре́евич Ивахне́нко (укр. Олександр Андрійович Івахненко; 8 сентября 1931 года, Старопетровка, Бердянский округ, УССР — 8 декабря 2003, Киев, Украина) — советский и украинский художник, заслуженный деятель искусств Украины, доцент кафедры живописи Украинской академии искусств, член худсовета Министерства связи Украины. Был главным художественным консультантом по выпуску юбилейных монет при Национальном банке Украины, автором первых почтовых марок независимой Украины.

## Биография
Александр родился 8 сентября 1931 года в селе Старопетровка (ныне Бердянского района Запорожской области). Родители Александра — Андрей Ивахненко и Александра Головченко были выходцами из многодетных семей, батрачили, после коллективизации работали в колхозе. Мать Александра красиво рисовала, вышивала, пела. Её высокая духовность очень хорошо сказалась на развитии детей. Уже в пятилетнем возрасте будущий художник свободно читал и рисовал. К началу Великой Отечественной войны Александр закончил с похвальной грамотой два класса школы.
Во время войны Александр с матерью, братом и сестрой два года жили в оккупированном селе. А. Ивахненко самостоятельно по школьным учебникам изучал европейскую литературу, историю мира, астрономию. В течение полутора лет он работал на виноградниках. Учась в восьмом классе, Александр Ивахненко начал писать рассказы, повести, которые не сохранились. В 1944 году семья Ивахненко переехала в Бердянск.
Учась в десятом классе, А. Ивахненко начал активную подготовку к поступлению в художественный институт. Он рисовал с натуры, в художественном музее имени И. Бродского копировал фрагменты картин. В 1949 году он поступил во Львовский государственный институт художественно-декоративного и прикладного искусства на факультет керамики. Около года А. Ивахненко учился у профессора скульптуры Сиверы. Однако тяга к живописи перевесила, и он, бросив институт, поступил в Днепропетровское государственное художественное училище на второй курс факультета живописи. Вскоре Александра призвали на военную службу. До 1954 года он служил в войсках связи, а затем возвратился в училище.
После окончания училища Александр Ивахненко работал в Полтавском областном Доме народного творчества на должности старшего методиста по изобразительному искусству. Там он открыл трёхлетнюю художественную студию истории искусства, анатомии, рисунка и живописи и композиции, для которой сам составил программу. Выпускники его студии М. Усик, В. Гарбуз и В. Шеремет получили звание заслуженных мастеров народного творчества; В. Батурин, В. Мозок и З. Христич были удостоены звания заслуженного художника Украины.
В 1960 году А. А. Ивахненко поступил в Харьковский художественный институт на факультет живописи, где его педагогами по специальности были А. Хмельницкий и А. Константинопольский. Закончил обучение в институте в 1966 году.
В 1992 году Александру Андреевичу Ивахненко было присуждено звание заслуженного деятеля искусств Украины. В 1993 году он стал доцентом кафедры живописи Украинской академии искусств. Он преподавал акварельную живопись на кафедре живописи, был профессором кафедры живописи и композиции, исполнял обязанности заместителя заведующего кафедрой и секретаря государственных экзаменационных комиссий.
Александр Андреевич Ивахненко был членом худсовета Министерства связи Украины, главным художественным консультантом по выпуску юбилейных монет при Национальном банке Украины, председателем художественного жюри художественных школ города Киева.
Умер Александр Ивахненко 8 декабря 2003 года.

### Семья
Жена — Людмила Пошиваник, художник книги. Сын Андрей — магистр Национальной академии изобразительного искусства и архитектуры, дочь — студентка Национальной музыкальной академии имени П. И. Чайковского.

## Творческая деятельность
А. Ивахненко работал в техниках станковой и монументальной живописи, акварели, рисунка пером и графики: офорта, литографии, пастели, гуаши, темперы, графического дизайна и так далее. Он выполнял пейзажные композиции, работал в оформлении книг, рисовал портреты Т. Шевченко, Леси Украинки, А. Пушкина.
Дипломную работу А. Ивахненко «Соколовцы» (холст, масло, 2×2 м), выполненную в 1966 году, взяли в село Соколово Змиевского района Харьковской области в музей Чехословацко-советской дружбы. Будучи студентом, он выполнял книжную графику для харьковского издательства «Прапор», был членом художественного совета издательства «Прапор». По окончании института работал в монументальном цехе художественного комбината, где создал два панно в технике керамической мозаики — «Решетиловские вышивальщицы» и «Решетиловские ковроткачки».
В 1967 году Александра Андреевича направили в Киев на Выставку передового опыта народного хозяйства. Там он работал ведущим художником, выполняя различные проекты и панно. Через семь лет А. Ивахненко перешёл на преподавательскую работу в Киевский государственный художественно-промышленный техникум, где в течение девяти лет преподавал рисунок и живопись. В 1978 году он стал членом Союза художников. В том же году выполнил много акварелей к произведениям Т. Шевченко, А. Пушкина, Леси Украинки, офортов. За оформление сборника А. Мицкевича «Крымские сонеты», изданного на трёх языках издательством «Таврия», в 1976 году был отмечен Республиканским дипломом I степени.
В мае 1991 года Александр Андреевич участвовал в походе-реквиеме по случаю 130-летия со дня перезахоронения Тараса Шевченко «Последним путём Кобзаря». В этом походе он сделал много рисунков, которые подарил Национальному мемориальному музею Т. Шевченко в Каневе. Выставка этих картин состоялась в 1992 году в Республиканском доме художников. В 1996 году в Доме литераторов в Киеве и в музее Т. Шевченко в Каневе прошли выставки картин, посвящённые 135-й годовщине со дня перезахоронения Т. Шевченко и пятой годовщине независимости Украины.
Большая выставка произведений Александра Ивахненко состоялась в 2001 году в Каневском национальном мемориальном музее Т. Г. Шевченко и в Национальном музее Тараса Шевченко в Киеве под девизом: «Подпоясалась Украина казацким поясом Днепра». Александр Андреевич Ивахненко принимал участие в различных художественных выставках, в том числе и за рубежом.
По рекомендации Национального союза художников Украины А. Ивахненко принимал участие в конкурсе по созданию ордена князя Ярослава Мудрого пяти степеней и стал победителем. Над разработкой ордена он работал в соавторстве с В. Швецовым, портрет Ярослава Мудрого Александр Ивахненко выполнил по собственной иконографии.
В 1997 году Александр Ивахненко работал в авторском коллективе над проектом Большого государственного герба Украины, который так и не был утверждён Верховной Радой.

### Создание марок и монет
А. А. Ивахненко является автором первых почтовых марок Украины. 16 июля 1990 года Верховный Совет Украинской ССР принял Декларацию о государственном суверенитете Украины. Александр Ивахненко получил от Министерства связи УССР заказ на изготовление почтовой марки, посвящённой этому событию. Он предложил несколько эскизов, которые обсуждались в Министерстве связи УССР и Верховном Совете республики. На одном из первых вариантов девушка, символизирующая Украину, была одета в сорочку-тунику и босоногая. Её предложили «обуть» в сапоги и вместо красной юбки «надеть» плахту. В венок была добавлена голубая лента, из-за чего синий фон марки изменили на золотистый. Надпись на марке была: «Почта УССР», однако при подготовке рисунка к печати, её изменили на традиционную — «Почта СССР». Марка вышла в обращение 10 июля 1991 года.
1 марта 1992 года вышли первые, после провозглашения независимости, марки Украины. Они были посвящены 500-летию украинского казачества и 100-летию первого поселения украинцев в Канаде. Автором этих марок также стал Александр Ивахненко. Из двенадцати тысяч представленных на конкурс марок из разных стран мира созданная А. А. Ивахненко марка «XXV Олимпийские игры в Барселоне» вошла в число 12 лучших работ, посвящённых Олимпийским играм.
Для Национального банка Украины Александр Андреевич изготовил эскизы ряда юбилейных монет Украины: «50 лет Победы в Великой Отечественной войне 1941—1945 гг.» (первая монета, выпущенная НБУ 7 мая 1995 года), «Независимость», «София Киевская», «Киево-Печерская лавра», серию «Герои казацкой эпохи» и много других произведений монетарного и медальерного искусства.
- Почтовые марки и юбилейные монеты Украины созданные А. А. Ивахненко
- 500-летие украинского казачества (Mi #71)
- 100-летие первого поселения украинцев в Канаде (Mi #72)
- Игры XXV Олимпиады в Барселоне. художественная гимнастика с лентой (Mi #83)
- Игры XXV Олимпиады в Барселоне. Прыгун с шестом (Mi #84)
- Игры XXV Олимпиады в Барселоне. Гимнастка с лентой (Mi #85)
- Юбилейная монета «Богдан Хмельницкий» (1995)
- Юбилейная монета «50-летие ООН» (1996)
- Юбилейная монета «125-летие со дня рождения Леси Украинки» (1996)
- Памятная монета «10-летие Чернобыльской трагедии» (1996)
- Юбилейная монета «Независимость» (1996)

## Прочее
Некоторые работы Александра Ивахненко находятся в фондах частной дизайнерской студии Галины Воскобойник «Helen Woskob» в Стейт-Колледже (штат Пенсильвания) и были представлены на выставках, организованных этим заведением.